# Палестинска кинематографија
Палестински кинематографија односи се на филмове снимљене у Палестини и/или од палестинских филмских стваралаца. Палестински филмови се не производе искључиво на арапском језику, неки се производе на енглеском и француском.
Палестинско-норвешки филм Нема друге земље освојио је Оскара за најбољи документарни филм 2025. године. Рај сада (2006) освојио је Златни глобус за најбољи страни филм.

## Историја

### Почетак (1935–1948)
Генерално се верује да је први палестински филм документарни филм о посети краља Ибн Сауда из Саудијске Арабије 1935. године Мандатарној Палестини, који је направио Ибрахим Хасан Сирхан (или Серхан), са седиштем у Јафи. Сирхан је пратио краља и око Мандатарне Палестине, „од Лода до Јафе и од Јафе до Тел Авива“. Резултат је био неми филм који је представљен на фестивалима Наби Рубин. Након овог документарца, Сирхан се придружио Џамалу ал-Аспхару како би продуцирао 45-минутни филм под називом Остварени снови, чији је циљ "промовисање проблема сирочади". Сирхан и ал-Аспхар су такође снимили документарни филм о Ахмад Хилми-паши, члану Више арапске комисије. Сирхан је 1945. основао Арапску филмску компанију са Ахмадом Хилмијем ал-Киланијем. Компанија је лансирала играни филм Празнична вечер, након чега су уследиле припреме за следећи филм Олуја код куће. Сами филмови су изгубљени 1948. године, када је Сирхан морао да побегне из Јафе након што је град бомбардован.

### Епоха тишине (1948–1967)
Протеривање и бекство Палестинаца 1948. (познато на арапском као Накба) имало је разоран ефекат на палестинско друштво, укључујући и  филмску индустрију у настајању. Филмски подухвати, који су захтевали инфраструктуру, професионалне екипе и финансије, скоро су нестали две деценије. Појединачни Палестинци су учествовали у филмској продукцији суседних земаља. Наводи се да је Сирхан био укључен у продукцију првог јорданског играног филма, Борба у Јарашу (1957), а други Палестинац, Абдалах Каваш, режирао је други јордански играни филм Моја домовина, љубав моја 1964.

### Биоскоп у избеглиштву (1968–1982)
После 1967. палестинска кинематографија се нашла под окриљем ПЛО-а, коју финансира Фатах и друге палестинске организације попут ПФЛП и ДФЛП. У овом периоду снимљено је више од 60 филмова, углавном документарних. Први филмски фестивал посвећен палестинском филму одржан је у Багдаду 1973. године, а Багдад је био и домаћин наредна два палестинска филмска фестивала, 1976. и 1980. године. Мустафа Абу Али је био један од раних палестинских филмских редитеља и помогао је оснивању Палестинске кинематографске асоцијације у Бејруту 1973. године. У том периоду снимљен је само један драмски филм, односно Повратак у Хаифу 1982. године, адаптација кратког романа Гасана Канафанија.

#### Нестанак филмских архива, 1982
Различите организације су поставиле архиве за палестинске филмове. Највећу такву архиву води ПЛО-ова филмска фондација/Палестинска филмска јединица. 1982. године, када је ПЛО истеран из Бејрута, архива је стављена у складиште (у болници Црвеног полумесеца), одакле је „нестала“ под још увек нејасним околностима. Недавно је неколико филмова из архиве лоцирано у Архиву Израелских одбрамбених снага у Тел Хашомеру научника и кустоса Роне Селе. Села је позвао на објављивање ових филмова, као и на скидање тајности са других палестинских филмова који су и даље затворени у Архиву ИДФ-а.

### Четврти период: повратак кући (1980 — )
Године 1987. одржана је Прва интифада, и то је довело до повећања извештавања у вестима у Палестини, приказујући њихову окупацију. Тада су филмски ствараоци почели да се враћају да сниме још филмова, у документарном стилу, пошто су кроз ове новинаре добили разумевање филмских техника. Тада је наступила нова ера палестинске кинематографије. Фокусирајући се на израелску окупацију и палестинска искуства, разликовао се од њиховог претходног фокусирања на егзил током дана ПЛО-а. Постојали су и „филмови за хитне случајеве“ и „филмови о блокади пута“ који су позивали гледаоце на акцију у име борби Палестинаца и другог жанра који је категорисан због употребе контролних пунктова у својим филмовима. Сада, у 2000-им, палестинска кинематографија је поново фокусирана на колективни отпор израелским снагама.
Драма/комедија Chronicle of a Disappearance из 1996. палестинског редитеља Елије Сулејмана, добила је међународну похвалу и постао је први палестински филм који је добио националну емисију у Сједињеним Државама. Пробој филм за свој жанр, освојио је награду за новог режисера на Међународном филмском фестивалу у Сијетлу и награду Луиђи Де Лаурентис на Венецијанском филмском фестивалу. Значајни филмски редитељи овог периода су Мишел Хлеифи, Рашид Машарави, Али Насар и Елија Сулејман.
Међународни напор је покренут 2008. да се поново отвори Биоскоп Џенин, биоскоп који се налази у избегличком кампу Џенин. Исте године, завршена су три палестинска играна филма и око осам кратких филмова, више него икада раније.
Године 2010. Хамас, владајући орган у Појасу Газе, најавио је завршетак новог филма. Под називом The Great Liberation, филм приказује уништење Израела од стране Палестинаца.
Тренутно у Појасу Газе, сви филмски пројекти морају да буду одобрени од стране Хамасовог министарства културе пре него што буду приказани у јавности. Независни филмски ствараоци тврде да се Министарство културе обрачунава са садржајем који није у складу са уредбама Хамаса. У значајном случају из 2010. године, Хамас је забранио кратки филм Something Sweet, редитеља Халила ал-Музаиена, који је пријављен на Филмском фестивалу у Кану. Хамас је забранио да се приказује локално због сцене од четири секунде у којој је жена приказана непокривене косе. 2011. године, филмски фестивал чији је домаћин био Центар за женска питања Газе укључивао је документарне и измишљене комаде о женским темама, али је Министарство културе цензурисало бројне сцене. Један филм је морао да уклони сцену у којој се жени види раме, а други је морао да уклони сцену мушкарца који псује.
Филмови из Палестине се приказују међународно кроз сервисе као што је Нетфликс.

## Име
За разлику од начина на који се неке друге локације са асоцијацијама на филмску индустрију називају лежерним језиком, термин Паливуд има само погрдно значење.

## Познати режисери
- Хани Абу-Асад
- Аза Ел-Хасан
- Махди Флеифел
- Шандар Копти
- Мустафа Абу Али
- Мухамед Бакри
- Тарек Ал Ејран
- Анамари Џасир
- Мишел Хлеифи
- Рашид Машарави
- Маи Масри
- Монтасер Мараји
- Розалинд Нашашиби
- Али Насар
- Фарах Набулси
- Елија Сулејман
- Лејла Сансур
- Самех Заоби
- Амин Најфех
- Најва Наџар
- Хишам Зреик

## Познати филмови
- A World Not Ours Alam laysa lana
- They Don't Exist Coming Home: Palestinian Cinema
- Wedding in Galilee (1987) (Међународна награда критике, Кански филмски фестивал)
- Tale of the Three Jewels (1994)
- Chronicle of a Disappearance (1996) (Награда „Луиђи Де Лаурентис“ за дебитантски филм на Венецијанском филмском фестивалу 1996)
- Divine Intervention (2003).
- Olive Harvest, The (2003)
- Arna's Children (2003)
- Jeremy Hardy vs. the Israeli Army (2004)
- Women in Struggle. 2004.
- Waiting. 2005.
- Paradise Now (2006) (Добитник Златног глобуса за најбољи филм на страном језику)
- The Color of Olives (2006)
- Iron Wall (2006)
- Goal Dreams (2006)
- First Picture (2006)
- The Sons of Eilaboun (2007)
- Maria's Grotto (2007)
- Kaffa! (2007)
- Salt of this Sea (2008)
- Taste the Revolution. 2008.
- The View. 2008.. (Најбољи кратки филм, Међународни филмски фестивал Блиског истока)
- Till When? (2008)
- Spider Web. 2009.
- Beyond the Sun. 2010.. (Избор публике, Међународни филмски фестивал у Багдаду)
- The Uppercut. 2012.
- Solomon's Stone (филм) (2015)
- The Present (2020) (номинован за Оскара за најбољи кратки филм, освојио награду БАФТА за најбољи кратки филм.)
- The Teacher (2023) (Best International Film at Galway Film Fleadh[23] and Audience Awards at San Francisco International Film Festival,[24] Washington DC International Film Festival,[25] Brooklyn Film Festival,[26] Kosmorama[27] and Cyprus Film Days.[28])
- Нема друге земље (2024) (Награда за документарни филм на Берлинале филмском фестивалу и награда Панорама, 74. Берлински филмски фестивал; Оскар за најбољи документарни филм; Америчка академија филмских уметности и наука)[29][30]

## Даље читање
- Rapfogel, Jared: A Report of Dreams of a Nation - A Palestinian Film Festival, January 24–27, 2003, Senses of Cinema.
- Palestinian film festival planned, 18 May 2004, BBC
- Dabashi, Hamid: „For a Fistful of Dust: A Passage to Palestine”. Архивирано из оригинала 12. 01. 2008. г., 23–29 September 2004, Al-Ahram
- „Film”. Архивирано из оригинала 14. 10. 2007. г. Jan. 14, 2006, IMEU,
- Kemp, Rebecca: „“Interviews with Palestinian Filmmakers””. Архивирано из оригинала 20. 12. 2007. г., 6 Degrees Film, Fall 2006
- Rastegar, Kamran, „Palestine Only Exists in Cinema”. Bidoun Magazine (8)., , Vol. 1, Fall 2006
- Provan, Alexander (фебруар 2007). „Requesting Permission to Narrate: Dreams of a Nation: On Palestinian Cinema”. Stop Smiling Magazine. Архивирано из оригинала 24. 10. 2007. г. Приступљено 2007-04-09.
- Annemarie Jacir: Coming Home: Palestinian Cinema, 27 February 2007, The Electronic Intifada
- Khaled Elayya: „A Brief History of Palestinian Cinema”. Архивирано из оригинала 21. 02. 2014. г., This week in Palestine
- Khadija Habshneh: „Palestinian Revolution Cinema”. Архивирано из оригинала 07. 02. 2012. г. Приступљено 18. 01. 2025., This week in Palestine
- Nana Asfour: Reclaiming Palestine, One Film at a Time, Cineaste Magazine, Vol. XXXIV, No. 3, Summer 2009
- Nana Asfour: „Cineaste Magazine - Articles - The Time That Remains and Zindeeq (Web Exclusive)”. Архивирано из оригинала 14. 09. 2013. г. The Time That Remains and Zindeeq, Cineaste Magazine, Web Exclusive, Copyright © 2011 by Cineaste Publishers, Inc.
- Dabashi, Hamid, and Said, Edward (preface) : Dreams Of A Nation: On Palestinian Cinema. London, United Kingdom,: Verso Books. 2006. ISBN 1-84467-088-0.
- Gertz, Nurith; Khleifi, George : Palestinian Cinema: Landscape, Trauma, and Memory. Indiana University Press. 2008. ISBN 0-253-22007-6..